# 아제 아제 바라아제
《아제 아제 바라아제》는 임권택 감독의 1989년 영화이다. 한승원이 지은 동명 소설을 원작으로 한 임권택 감독의 불교 영화이다.

## 줄거리
불교와 얽힌 두 여성의 인생 역정에 대해 다룬다.

## 캐스팅
- 강수연(순녀)
- 김세준(대학생)
- 김애경(순녀 모)
- 안병경(송 기사)
- 유인촌(현종)
- 윤인자(은선 스님)
- 진영미(진성 스님)
- 전무송(스님)
- 최종원(비구)
- 한지일(박현우)
- 강지영, 권일정, 김복희, 김성순, 김유경, 김지현, 김해주, 박예숙, 백순정, 송희연, 신충식, 오영화, 윤양하, 이명숙, 이석구, 이숙희, 이은경, 이정애, 임예심, 장광남, 정미경, 조주미, 조학자, 홍성연, 홍원선

## 수상
- 제27 회 대종상 영화제 - 최우수작품상, 여우주연상 (강수연), 남우조연상 (한지일), 심사위원 특별상 (윤인자)
- 제16 회 모스크바 국제영화제 - 최우수 여우, 성조지 동메달 (강수연), 성조지 금메달 (임권택)
- 제25 회 백상예술대상 - 영화부문 신인연기상 (진영미)
- 제9 회 한국영화평론가협회상 - 여자연기상 (강수연), 음악상(김정길) , 녹음상(김병수), 신인연기상(진영미)